# El Paranacito
El Paranacito, aussi appelée Villa Paranacito, est une localité argentine située dans la province du Chaco et dans le département de San Fernando. Elle dépend administrativement de la municipalité de Puerto Vilelas, dont elle est distante de 14 kilomètres du centre urbain. Elle est située sur le Paranacito ou rio Paraná Miní, l'une des branches du système complexe de plaines et de cours d'eau de la rive droite du rio Paraná, sur ce fleuve se trouve une station balnéaire considérée comme l'une des principales attractions touristiques de la province. La zone de villégiature a été déclarée parc provincial et se trouve dans la convention de Ramsar sur les Humedales Chaco.
Le village attire de nombreux baigneurs de la région de Resistencia en été, et la zone rurale environnante est utilisée pour l'élevage de bétail. Elle est fortement exposée aux crues du rio Paraná.

## Voies de communication
La principale voie d'accès est la route provinciale 62, qui le relie au nord à Puerto Vilelas (Gran Resistencia). Il existe une ligne de bus qui la relie à Resistencia.